# Paulista Futebol Clube
Pour les articles homonymes, voir Paulista.
Maillots
Actualités
Dernière mise à jour : 15 avril 2020.
Le Paulista Futebol Clube est un club brésilien de football basé à Jundiaí dans l'État de São Paulo.

## Historique
- 1909 : fondation du club sous le nom de Paulista FC
- 1998 : le club est renommé Etti Jundiai
- 2003 : le club est renommé Paulista FC

## Palmarès
- Coupe du Brésil (1) :
  - Vainqueur : 2005

- Championnat du Brésil de Série C (1) :
  - Champion : 2001

- Campeonato Paulista Série A2 (4) :
  - Champion : 1919, 1921, 1968, 2001

- Copa Paulista (3) :
  - Vainqueur : 1999, 2010, 2011